# Sentido lingüístico
El sentido lingüístico existe en el texto como un acto del habla. Es la reseña ideal que se hace notar con la expresión hablada, por lo tanto es pragmático en sentido gramatical.
Es importante distinguir en un texto los contenidos propios de la lengua: las palabras poseen un contenido particular propio de cada idioma y además tienen un significado o sentido (ver pragmática), dependiendo del emisor, la intención, la situación y el contexto (tiempo y espacio).
Dos frases pueden tener los mismos significados pero distinto sentido, dependiendo de cuándo, cómo y quiénes las pronuncien. Depende de otros elementos lingüísticos y de las relaciones sintagmáticas. Una palabra en otro idioma sin tener exactamente el mismo significado puede señalar al mismo objeto, designar la misma realidad, expresar el mismo sentido. 
El sentido depende del contexto (ver contexto lingüístico), tanto lingüístico como extralingüístico. 
Connotación + denotación = Sentido del texto